# Línea RER D
La línea RER D es una línea que da servicio a gran parte de la región de la Isla de Francia siguiendo un eje norte-sur. Une al norte Creil (D1) con Melun (D2) y Malesherbes (D4) al sur pasando por el corazón de París (Gare de Lyon, Châtelet-Les Halles y Gare du Nord).
El RER D es la línea de la Isla de Francia más frecuentada entre las operadas en exclusiva por la SNCF con 520000 viajeros al día. Por citar un ejemplo, el ramal D2 destino Melun, municipio a 44 km de París, está servido en horas bajas con un tren cada 15 min y en horas punta cada 7 min.
La línea D está operada entera por la SNCF pero el tramo Gare du Nord <> Châtelet-Les Halles está operado por la RATP, lo que conlleva serios problemas si la situación de la circulación se degrada afectando a las líneas B y D.
La línea está casi entera dentro de la Isla de Francia, bajo el control del Sindicato de transportes de la Isla de Francia (STIF) pero los extremos de los ramales D1 y D4 están fuera de ella. Estas estaciones por lo tanto están fuera del sistema tarifario multimodal "Carte Orange". Concretamente esto concierne al ramal D1 a partir de La Borne Blanche y ramal D4 para la estación de Malesherbes.

## Historia
El 27 de septiembre de 1987 se inaugura la línea RER D. La línea, con una longitud de 19 km, une Villiers-le-Bel y Châtelet-Les Halles. Consiste básicamente en una prolongación de los servicios de Gare du Nord a Châtelet-Les Halles a través del túnel de la línea B utilizando unidades Z8800 bitensión.
En 1988, los trenes continúan su recorrido al norte hasta Goussainville, una estación más, y en septiembre de 1990 los trenes con destino Orry-la-Ville integran la línea. En este momento todos los trenes podían prescindir de jefe de tren para abrir y cerrar puertas en las estaciones.
Así, 12 trenes por hora en hora punta transitan entre Gare du Nord y Châtelet-Les Halles sobre las vías de la línea B, sumando ambas, 32 trenes por hora y sentido. Esta solución fue positivamente recibida por los usuarios porque ganaban en tiempo de recorrido, permitiendo aligerar la línea 4 de metro y la línea B, pero fue el precedente de los problemas que aparecerían tiempo después. Sobre este tramo, explotado con cantones cortos y velocidad limitada a 90 km/h, el mínimo incidente tiene importantes repercusiones en cadena sobre ambas líneas RER.
En el inicio del proyecto (años 1970), estaba previsto usar el túnel de la línea B entre Gare du Nord y Châtelet-Les Halles y luego el túnel de la línea A entre Châtelet-Les Halles y Gare de Lyon con un intervalo entre cada tren de 1 min. La segunda idea era imposible a la vista de la densidad de circulación de la línea A, que necesitaba una solución para su desaturación.
La construcción de dos túneles dedicados a la línea D se presentó en paralelo a las obras de "Méteor" dirigido por la RATP en 1992. Esta obra consistía en la perforación de dos túneles de vía única de 2500 m desde Châtelet-Les Halles a la estación subterránea de trenes suburbanos de Gare de Lyon, construida en 1980. Esta unión, equipada con señalización BAL, instalaciones permanentes de contrasentido (IPCS) y autorizada a un máximo de 80 km/h se inauguró en 1995.
Así el 24 de septiembre de 1995 es inaugurada la interconexión sureste en la línea D.
Los nuevos terminales sur de la línea son entonces Melun (D2) y Malesherbes (D4).
Finalmente, el 25 de enero de 1998 se inaugura la estación de Stade de France - Saint-Denis entre Saint-Denis y Gare du Nord.

## Trazado de la línea

Trazado geográfico de la línea

- Al norte, la línea D utiliza las vías de los siguientes trazados:
  - Línea clásica París - Lille entre Gare du Nord y Orry-la-Ville (D1).
- Al sur, recorre las vías de las siguientes líneas:
  - Línea clásica París - Marsella para trenes del ramal D2.
  - Línea Villeneuve-Saint-Georges - Montargis para trenes del ramal D4.
  - Línea Grigny - Corbeil-Essonnes (línea de la meseta) para trenes del ramal D4 que usen la variante de la meseta.

## Estaciones y correspondencias
De norte a sur:
|  |   |    |    |    |    |    |    |    | estaciones                             | zona | municipio                                | correspondencias                               |
|  | - | -- | -- | -- | -- | -- | -- | -- | -------------------------------------- | ---- | ---------------------------------------- | ---------------------------------------------- |
|  |   |    |    |    | o  | D3 | D3 | D3 | Creil                                  | 100  | Creil                                    | Alta Francia                                   |
|  |   |    |    |    | o  |    |    |    | Chantilly - Gouvieux                   | 100  | Chantilly                                | Alta Francia                                   |
|  |   |    |    |    | o  | D1 | D1 | D1 | Orry-la-Ville - Coye                   | 100  | Orry-la-Ville                            | Alta Francia                                   |
|  |   |    |    |    | o  |    |    |    | La Borne Blanche                       | 100  | Orry-la-Ville                            |                                                |
|  |   |    |    |    | o  |    |    |    | Survilliers - Fosses                   | 5    | Fosses                                   |                                                |
|  |   |    |    |    | o  |    |    |    | Louvres                                | 5    | Louvres                                  |                                                |
|  |   |    |    |    | o  |    |    |    | Les Noues                              | 5    | Goussainville                            |                                                |
|  |   |    |    |    | o  | D7 | D7 | D7 | Goussainville                          | 5    | Goussainville                            |                                                |
|  |   |    |    |    | o  | D5 | D5 | D5 | Villiers-le-Bel - Gonesse - Arnouville | 4    | Arnouville                               |                                                |
|  |   |    |    |    | o  |    |    |    | Garges - Sarcelles                     | 4    | Garges-lès-Gonesse, Sarcelles            |                                                |
|  |   |    |    |    | o  |    |    |    | Pierrefitte - Stains                   | 4    | Pierrefitte-sur-Seine, Stains            |                                                |
|  |   |    |    |    | o  |    |    |    | Saint-Denis                            | 3    | Saint-Denis                              |                                                |
|  |   |    |    |    | o  |    |    |    | Stade de France - Saint-Denis          | 2    | Saint-Denis                              |                                                |
|  |   |    |    |    | o  |    |    |    | Gare du Nord                           | 1    | X Distrito                               | Intercités, Alta Francia TGV, Eurostar, Thalys |
|  |   |    |    |    | o  | D8 | D8 | D8 | Châtelet - Les Halles                  | 1    | I Distrito                               |                                                |
|  |   |    |    |    | o  |    |    |    | Gare de Lyon                           | 1    | XII Distrito                             | TGV, Thello Borgoña-Franco Condado             |
|  |   |    |    |    | o  |    |    |    | Maisons-Alfort - Alfortville           | 3    | Maisons-Alfort, Alfortville              |                                                |
|  |   |    |    |    | o  |    |    |    | Le Vert de Maisons                     | 3    | Maisons-Alfort, Alfortville              |                                                |
|  |   |    |    |    | o  |    |    |    | Créteil-Pompadour                      | 3    | Créteil                                  | 393                                            |
|  |   |    |    |    | o  |    |    |    | Villeneuve-Triage                      | 4    | Villeneuve-Saint-Georges                 |                                                |
|  |   |    |    |    | o  |    |    |    | Villeneuve-Saint-Georges               | 4    | Villeneuve-Saint-Georges                 |                                                |
|  |   |    |    |    |    |    | o  |    | Montgeron - Crosne                     | 4    | Montgeron, Crosne                        |                                                |
|  |   |    |    |    |    |    | o  |    | Yerres                                 | 4    | Yerres                                   |                                                |
|  |   |    |    |    |    |    | o  |    | Brunoy                                 | 5    | Brunoy                                   |                                                |
|  |   |    |    |    |    |    | o  |    | Boussy-Saint-Antoine                   | 5    | Boussy-Saint-Antoine, Quincy-sous-Sénart |                                                |
|  |   |    |    |    |    |    | o  |    | Combs-la-Ville - Quincy                | 5    | Combs-la-Ville, Quincy-sous-Sénart       |                                                |
|  |   |    |    |    |    |    | o  |    | Lieusaint - Moissy                     | 5    | Lieusaint, Moissy-Cramayel               | T Zen 1                                        |
|  |   |    |    |    |    |    | o  |    | Savigny-le-Temple - Nandy              | 5    | Savigny-le-Temple, Nandy                 |                                                |
|  |   |    |    |    |    |    | o  |    | Cesson                                 | 5    | Cesson                                   |                                                |
|  |   |    |    |    |    |    | o  |    | Le Mée                                 | 5    | Le Mée-sur-Seine                         |                                                |
|  |   |    | o  |    |    |    |    |    | Vigneux-sur-Seine                      | 4    | Vigneux-sur-Seine                        |                                                |
|  |   |    | o  |    |    |    |    |    | Juvisy                                 | 4    | Juvisy-sur-Orge                          |                                                |
|  |   |    | o  |    |    |    |    |    | Viry-Châtillon                         | 4    | Viry-Châtillon                           |                                                |
|  |   |    |    |    | o  |    |    |    | Ris-Orangis                            | 5    | Ris-Orangis                              |                                                |
|  |   |    |    |    | o  |    |    |    | Grand Bourg                            | 5    | Ris-Orangis, Évry                        |                                                |
|  |   |    |    |    | o  |    |    |    | Évry-Val-de-Seine                      | 5    | Évry                                     |                                                |
|  |   | o  |    |    |    |    |    |    | Grigny-Centre                          | 5    | Grigny                                   |                                                |
|  |   | o  |    |    |    |    |    |    | Orangis - Bois de l'Épine              | 5    | Ris-Orangis                              |                                                |
|  |   | o  |    |    |    |    |    |    | Évry-Courcouronnes                     | 5    | Évry, Courcouronnes                      | (proyecto)                                     |
|  |   | o  |    |    |    |    |    |    | Le Bras de Fer - Évry Génopole         | 5    | Évry                                     |                                                |
|  |   | o  |    |    | o  | D6 |    |    | Corbeil-Essonnes                       | 5    | Corbeil-Essonnes                         | T Zen 1                                        |
|  |   |    | o  |    |    |    |    |    | Essonnes - Robinson                    | 5    | Corbeil-Essonnes                         |                                                |
|  |   |    | o  |    |    |    |    |    | Villabé                                | 5    | Villabé                                  |                                                |
|  |   |    | o  |    |    |    |    |    | Le Plessis-Chenet                      | 5    | Le Coudray-Montceaux                     |                                                |
|  |   |    | o  |    |    |    |    |    | Le Coudray-Montceaux                   | 5    | Le Coudray-Montceaux                     |                                                |
|  |   |    | o  |    |    |    |    |    | Saint-Fargeau                          | 5    | Saint-Fargeau-Ponthierry                 |                                                |
|  |   |    | o  |    |    |    |    |    | Ponthierry - Pringy                    | 5    | Saint-Fargeau-Ponthierry                 |                                                |
|  |   |    | o  |    |    |    |    |    | Boissise-le-Roi                        | 5    | Boissise-le-Roi                          |                                                |
|  |   |    | o  |    |    |    |    |    | Vosves                                 | 5    | Dammarie-lès-Lys                         |                                                |
|  |   |    | o  |    |    |    | o  | D2 | Melun                                  | 5    | Melun                                    | Borgoña-Franco Condado                         |
|  | o |    |    |    |    |    |    |    | Moulin-Galant                          | 5    | Corbeil-Essonnes                         |                                                |
|  | o |    |    |    |    |    |    |    | Mennecy                                | 5    | Mennecy                                  |                                                |
|  | o |    |    |    |    |    |    |    | Ballancourt                            | 5    | Ballancourt-sur-Essonne                  |                                                |
|  | o |    |    |    |    |    |    |    | La Ferté-Alais                         | 5    | La Ferté-Alais                           |                                                |
|  | o |    |    |    |    |    |    |    | Boutigny                               | 5    | Boutigny-sur-Essonne                     |                                                |
|  | o |    |    |    |    |    |    |    | Maisse                                 | 5    | Maisse                                   |                                                |
|  | o |    |    |    |    |    |    |    | Buno - Gironville                      | 5    | Buno-Bonnevaux                           |                                                |
|  | o |    |    |    |    |    |    |    | Boigneville                            | 5    | Boigneville                              |                                                |
|  | o | D4 | D4 | D4 | D4 | D4 | D4 | D4 | Malesherbes                            | 100  | Malesherbes                              |                                                |

Zona 100 = fuera de la Isla de Francia
A veces los trenes continúan al norte hasta Creil efectuando parada en Chantilly-Gouvieux y Creil, pero no tiene estatus de RER esta prolongación de los trenes. Igualmente una de las líneas del bloque de Transilien Paris-Lyon que discurre entre Juvisy-sur-Orge y Melun vía Corbeil-Essonnes está servida por material RER y algunos de sus servicios se amplían por parte de esta línea.

## Explotación
El túnel común con la Línea RER B entre Gare du Nord y Châtelet-Les Halles hace difícil la explotación de esta línea. En dicho túnel la frecuencia es muy elevada en hora punta, con 20 trenes por sentido y hora para la línea B y 12 para la D.
Además, la gestión de la línea está asegurada por 18 puestos de control de agujas cuya puesta en servicio data entre 1962 y 1994 salvo el puesto 1 de la línea París-Lyon que data de 1932 y el puesto de control de agujas informatizado de Melun que data de 2005. Estos puestos de control de agujas dependen de dos centros regionales de control de operaciones, París-Sudeste y París-Norte. El puesto de Châtelet-Les Halles es el único de todos gestionado por la RATP.
El elevado número de puestos de control de agujas implica dificultad para coordinar ligada a zonas de acción restringida y falta de optimización del flujo de trenes en ciertas zonas donde subsisten numerosos conflictos de circulación.
Por otra parte, en 2006, 36 pasos a nivel subsisten en los tramos Melun <> Corbeil-Essonnes, Malesherbes <> Corbeil-Essonnes y Corbeil-Essonnes <> Juvisy-sur-Orge vía valle del Sena, siendo puntos frágiles de la línea.
La incorporación de las unidades de dos pisos Z20500, que consumen más energía que otras, no se ha acompañado de la instalación de equipos de tracción eléctrica adecuados. El tramo Malesherbes <> Corbeil-Essonnes sufre un defecto crónico de potencia eléctrica, así si la tensión de la línea disponible es inferior a la necesidad real, los motores eléctricos no disponen de plena potencia.
Por diversas razones, desde la interconexión en 1995, la irregularidad de la línea ha aumentado, nunca baja de 9% de media anual. En 2003 y 2004 alcanzó 16,5%, correspondiente al porcentaje de trenes que circulan en hora punta con más de 5 min de retraso o cancelados.
La mejora de la explotación y la regularidad constituye uno de los mayores retos para la línea D en los años venideros.

### Códigos de los trenes
La primera letra corresponde a la estación de destino:
- A = Gare du Nord (AOLO, AOLU).
- B = Malesherbes (BIPE, BIPO, BOPO, BOSO).
- D = Gare de Lyon (DECA, DIPA, DIPE, DOCA, DOLO, DOPA, DOVA, DUCA).
- E = Saint Denis (EOPA, EOVA, EUCA)
- F = Goussainville (FOLA, FOPA, FOVA, FUCA).
- J = Juvisy-sur-Orge (JOPA, JOVA).
- L = Orry-la-Ville - Coye (LOLA, LOPA, LOVA, LUCA, LOLI).
- M = Châtelet-Les Halles (MIPA, MIPE, MOLO, MOPA).
- N = Combs-la-Ville Quincy (NOCO, NUCO, NECO).
- R = Corbeil-Essonnes (RIPE, RIPO, ROPO, ROSA, ROVO).
- S = Creil (SOLA, SOPA, SOVA, SUCA, SOLI)
- T = La Ferté-Alais (TIPE).
- U = Stade de France - Saint Denis (UOPA, UOVA, UUCA).
- V = Villiers-le-Bel (VIPE, VOLA, VOPA, VOVA, VUCA).
- Z = Melun (ZECO, ZICO, ZIPE, ZIPO, ZOPO, ZOVO, ZUCO).

Entre Viry-Châtillon y Corbeil-Essonnes, la línea D se separa en dos. Un tramo circula pegado al valle del río Sena y el otro por la meseta de Evry, así la tercera letra corresponde al tramo por el que circula: si es una V por el valle, si es una P por la meseta. Los trenes del ramal D2 que llegan a Combs-la-Ville llevan una C como tercera letra, los que únicamente van al sur de Corbeil-Essonnes tienen una S como tercera letra, y los trenes que únicamente hacen el recorrido París <> Orry-la-Ville llevan como tercera letra una L.

### Tensión de alimentación
La línea está partida en dos por la alimentación eléctrica:
- El norte de la línea, como toda la red suburbana norte, está electrificada a 25 kV monofásica.
- Gare du Nord está alimentada con ambas tensiones. Las vías norte>sur de RER B y D están electrificadas a 1500 V continua y las vías sur>norte a 25 kV monofásica.
- El tramo Gare du Nord <> Châtelet-Les Halles común con la línea RER B perteneciente a la RATP, está electrificado a 1500 V continua con sección se separación y obligación de bajar los pantógrafos.
- El sur de la línea, como toda la red suburbana sur está electrificado a 1500 V continua.

### Velocidad máxima
La velocidad máxima es de 140 km/h en los tramos donde es físicamente posible para las Z20500 y de 120 km/h para las Z5300 (límite técnico de las unidades). Están autorizados a 140 km/h los tramos entre Orry-la-Ville y Villiers-le-Bel y entre Combs-la-Ville y Melun. En el resto del trazado, la velocidad depende del trazado, túneles, estaciones... y va de 80 a 120 km/h en superficie y de 60 a 100 km/h en la parte central de la línea subterránea.

## Proyectos

### Esquema rector de 2006
A la vista de la irregularidad de la línea, SNCF y RFF han realizado un esquema rector presentando las orientaciones futuras en materia de cobertura y calidad del servicio.

### A corto plazo
Para finales de 2008, los servicios podrán reconfigurarse para mejorar la regularidad. Básicamente se busca reducir el número de trayectos largos que engendran muchas irregularidades. Los estudios muestran una ganancia potencial de 4 a 5 puntos de regularidad.
La supresión del cambio de maquinista en Gare du Nord para la línea B sería igualmente beneficioso para la línea D.

### A medio plazo (2012)
Se proponen importantes inversiones en infraestructuras para una regularidad permanente mejorando el servicio de RER D. El coste global se acerca a 150 millones de €.

### Mejoras a largo plazo (2015)
3 posibilidades para reforzar el servicio en la meseta de Sénart, tramo más cargado con fuerte potencial de desarrollo.

### Infraestructuras pesadas
El anteproyecto de SDRIF presentado por la región Île-de-France contiene 2 proyectos para el RER D:
- Construcción de un túnel exclusivo entre Châtelet-Les Halles y Gare du Nord.
- Nuevo ramal norte denominado "barreau de Gonesse" que se una al RER B dando servicio al aeropuerto Charles de Gaulle y el Parque de Exposiciones de Villepinte

## Impacto socioeconómico
La creación de la línea D en 1995 ha permitido un mejor acceso al centro de París y la estación del norte para los habitantes de la zona sureste del área metropolitana y mejor acceso a la estación Gare de Lyon para los habitantes de la zona norte del área metropolitana.
La sociedad influye mucho en el funcionamiento del RER, en particular de la línea D que une zonas particularmente desfavorecidas del noreste y el sureste del área metropolitana. Los comportamientos incívicos y las degradaciones son frecuentes así como las agresiones a los viajeros y empleados que generan numerosos retrasos y un sentimiento de inseguridad a ciertas horas. Todo esto contribuye a la denominación popular de la línea D como "RER basura".
La utilización de un túnel común con la línea B entre Châtelet-Les Halles y Gare du Nord provoca muchos problemas de explotación en hora punta que deterioran el servicio en la línea D, la que más retrasos e irregularidades tiene de la red. Esta irregularidad crónica hace que la SNCF prefiera una reducción del número de trenes que circulan (ya bastante saturados) para fluidificar el tráfico, lo que tiene un impacto negativo sobre el servicio y la atractividad de la línea, que ya es poca, según las asociaciones de usuarios.